# Richard Rush
Richard Rush (Nueva York, 15 de abril de 1929 - Los Ángeles, 8 de abril de 2021) fue un director de cine, guionista y productor estadounidense. Es conocido por dirigir The Stunt Man, por lo que recibió una nominación al Premio Oscar al Mejor Director. Su película Color of Night ganó un premio Golden Raspberry Award como la peor película de 1994, pero la revista Maxim también destacó la película por tener la mejor escena sexual en la historia del cine. Rush, cuya carrera como director comenzó en 1960, también dirigió Freebie and the Bean, una comedia/drama policial protagonizada por Alan Arkin y James Caan. Coescribió el guion de la película Air América de 1990.

## Biografía

### Primeros años
Rush pasó su infancia fascinado por los cómics de Marcel Proust y Batman. Fue uno de los primeros estudiantes del programa de cine de UCLA y, después de graduarse, Rush trabajó para crear programas de televisión para el ejército de los Estados Unidos que mostraban la participación de la nación en la guerra de Corea. Si bien estuvo de acuerdo con la participación de los militares en la región, la participación de Rush en este conflicto en gran parte simbólico puede verse como un evento definitorio para el director.
Después de su trabajo de propaganda, Rush abrió una productora para producir comerciales y películas industriales.

### Características iniciales
A la edad de treinta años, inspirado por el neorrealismo de Los 400 golpes del director francés François Truffaut, Rush vendió su negocio de producción para financiar su primer largometraje Too Soon to Love (1960), que produjo con un presupuesto reducido de 50.000 dólares y vendido a Universal Pictures para su distribución por 250.000 dólares. Too Soon to Love es considerado el primer producto de la "Nueva Ola Estadounidense". También marcó una aparición temprana en la película de Jack Nicholson (quien protagonizó dos películas posteriores de Rush, Hells Angels on Wheels y Psych-Out).
Rush quería seguirlo con una adaptación de Whatever Happened to Baby Jane? pero no terminó haciendo la película. También estuvo apegado a Kitten with a Whip desde el principio.
Rush luego dirigió Of Love and Desire (1963) con Merle Oberon.

### Películas de explotación
La tercera película de Rush fue una película de espías, A Man Called Dagger (1966), que fue su primera colaboración con el director de fotografía László Kovács.
Rush dirigió una película de carreras de autos para American International Pictures, Thunder Alley (1967) protagonizada por Fabian Forte y Annette Funicello.
Hizo The Fickle Finger of Fate (1967) para Sidney W. Pink protagonizada por Tab Hunter, luego hizo una película de motociclistas para Joe Solomon, Hells Angels on Wheels (1967), protagonizada por Nicholson.
Dick Clark contrató a Rush para hacer dos películas más para AIP: Psych-Out (1968), una película sobre la contracultura protagonizada por Nicholson y Susan Strasberg, y una película de motociclistas The Savage Seven (1968).

### Películas de estudio
Rush firmó un trato con Columbia. Su primer trabajo de estudio fue Getting Straight en 1970, protagonizada por Elliott Gould y Candice Bergen. La película tuvo un buen desempeño comercial y fue considerada por el director sueco Ingmar Bergman como la "mejor película estadounidense de la década".
La siguiente película de Rush, en 1974, fue Freebie and the Bean. En su mayor parte, Freebie fue criticado críticamente; sin embargo, fue enormemente popular entre el público, recaudando más de $30 millones en taquilla.

### The Stunt Man
En 1981, se le preguntó a Truffaut "¿Quién es su director estadounidense favorito?" Él respondió: "No sé su nombre, pero vi su película anoche y se llamaba The Stunt Man". La película, que Rush tardó nueve años en armar, fue una comedia, un thriller, un romance, una aventura de acción y un comentario sobre el despido estadounidense de los veteranos, así como una deconstrucción del cine de Hollywood. La película también presenta al protagonista típico de Rush, un hombre emocionalmente traumatizado que ha escapado de los marcos tradicionales de la sociedad solo para encontrar su nuevo mundo (bandas de motociclistas en Hells Angels on Wheels, hippies en Psych-Out) corrompido por las mismas influencias. The Stunt Man ganó nominacionaes al Oscar de Rush como mejor director y mejor guion.

### Carrera posterior
Cuando Air America mostró signos de problemas durante el desarrollo, a Rush se le pagó el salario completo para abandonar el proyecto. Esto permitió que el estudio eligiera a Mel Gibson y Robert Downey Jr.
Rush no dirigió otra película durante cuatro años, hasta el fracaso de taquilla de 1994 Color of Night. Sin embargo, Color of Night también ganó el premio a la "Mejor escena de sexo en la historia del cine" de la revista Maxim. Rush estaba muy orgulloso del premio y lo guardó en su baño.
Posteriormente, Rush se retiró del mundo del cine comercial. Como escribió Kenneth Turan de Los Angeles Times, la carrera de Rush parece estar "seguida por el tipo de suerte miserable que nunca parece afligir a los sin talento".
Su último proyecto fue un documental en DVD sobre la realización de The Stunt Man titulado The Sinister Saga of Making The Stunt Man (2001).
Residió en Bel Air con su esposa Claudia. Tiene un hermano mayor, el Dr. Stephen Rush, que también reside en Los Ángeles.
El 8 de abril de 2021, Rush falleció a la edad de 91 años en su casa de Los Ángeles después de problemas de salud a largo plazo.

## Filmografía (como director y escritor)
| Año  | Película                                  | Notas                |
| ---- | ----------------------------------------- | -------------------- |
| 1960 | Demasiado pronto para amar                | Guionista y director |
| 1963 | De amor y deseo                           | Guionista y director |
| 1967 | Thunder Alley                             |                      |
| 1967 | Las Copas de San Sebastián                |                      |
| 1967 | Hells Angels on Wheels                    |                      |
| 1968 | Psicológico                               |                      |
| 1968 | Los siete salvajes                        |                      |
| 1968 | Un hombre llamado daga                    |                      |
| 1970 | Haciéndolo recto                          |                      |
| 1974 | Freebie and the Bean                      |                      |
| 1980 | The Stunt Man                             | Guionista y director |
| 1990 | Air América                               | Solo escritor        |
| 1994 | El color de la noche                      |                      |
| 2000 | The Sinister Saga of Making The Stunt Man | Guionista y director |

## Premios y distinciones
Premios Óscar
| Año  | Categoría            | Película      | Resultado |
| ---- | -------------------- | ------------- | --------- |
| 1981 | Mejor director       | The Stunt Man | Nominado  |
| 1981 | Mejor guion adaptado | The Stunt Man | Nominado  |